# Gregorius de Grotekerk (Axel)

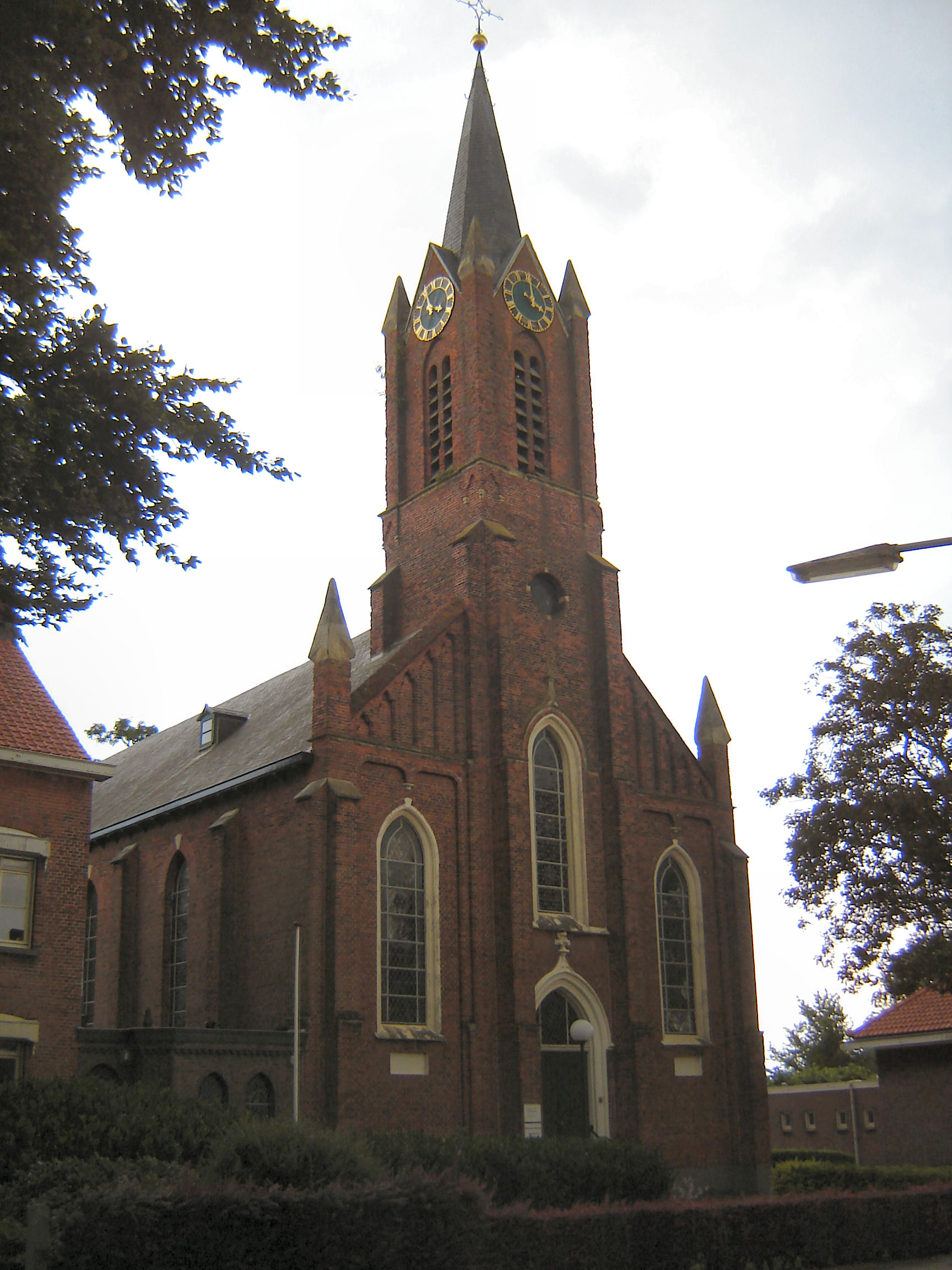
Gregorius de Grotekerk

De Gregorius de Grotekerk is een voormalige parochiekerk in de tot de Zeeuwse gemeente Terneuzen behorende plaats Axel, gelegen aan Walstraat 31.

## Geschiedenis
De katholieken bouwden hun parochiekerk in 1861. Architect van dit vroeg-neogotische kerkgebouw was P. Soffers.
In 1928 werd de kerk verbouwd waarbij de zijbeuken werden toegevoegd. Onder leiding van Wolter te Riele was ook reeds een koor aangebouwd. In 1999 werd de kerk nog gerenoveerd en voorzien van glas-in-loodramen.
In 2009 werd bekend dat er fusies met naburige parochies zouden gaan plaatsvinden en in 2013 werd de kerk onttrokken aan de eredienst. De Axelse kerk wordt (2018) bedreigd met sloop. In 2019 is deze voormalige kerk gered van de sloop, en wordt nu (mei 2019) omgebouwd tot restaurant.

## Gebouw
Het betreft een bakstenen neogotisch driebeukig kerkgebouw met ingebouwde toren, welke voorzien is van kleine hoekpinakels en topgevels met uurwerk. De vensteromlijstingen in de voorgevel zijn in witte natuursteen uitgevoerd.